# John Blackley
John Henderson Blackley (Westquarter, 1948. május 12. –) skót válogatott labdarúgó, edző.

## Pályafutása

### Klubcsapatban
1967 és 1978 között a Hibernian csapatában 263 mérkőzésen lépett pályára és 6 alkalommal volt eredményes. Később a Newcastle United, Preston North End, Hamilton Academical, majd ismét Hibernian csapataiban játszott. 

### A válogatottban
1973 és 1977 között 7 alkalommal szerepelt az skót válogatottban. Részt vett az 1974-es világbajnokságon.

### Edzőként
1982 és 1983 között a Hamilton Academical, 1984 és 1986 között a Hibernian, 1987 és 1988 között a Cowdenbeath és 1991-ben a Dundee edzője volt.

## Sikerei, díjai
Hibernian
- Skót ligakupa (1): 1970–71